# Зузана Маурері
Зузана Маурері (23 вересня 1968, Братислава, Чехословаччина) — словацька акторка театру і кіно. 

## Вибіркова фільмографія
- Колетт (2013)
- Вчителька (2016)
- Її тіло (2023)

1. ↑  https://www.ceskylev.cz/cz/o-cfta/akademici — Czech Film and Television Academy.